# Кошерово
Ко́шерово — деревня в Раменском муниципальном районе Московской области. Входит в состав сельского поселения Гжельское. Население — 400 чел. (2010).

## Название
Название связано с некалендарным личным именем Кашира, Кошера.

## География
Деревня Кошерово расположена в северо-восточной части Раменского района, примерно в 10 км к северо-востоку от города Раменское. Высота над уровнем моря 137 м. Через деревню протекает река Гжелка. В деревне 5 улиц. Ближайший населённый пункт — деревня Григорово.

## История
В 1926 году деревня являлась центром Кошеровского сельсовета Гжельской волости Бронницкого уезда Московской губернии.
С 1929 года — населённый пункт в составе Раменского района Московского округа Московской области.
До муниципальной реформы 2006 года деревня входила в состав Гжельского сельского округа Раменского района.

## Население
| 1926 | 2002 | 2010 |
| ---- | ---- | ---- |
| 724  | ↘438 | ↘400 |

В 1926 году в деревне проживало 724 человека (344 мужчины, 380 женщин), насчитывалось 149 хозяйств, из которых 147 было крестьянских. По переписи 2002 года — 438 человек (185 мужчин, 253 женщины).

## Уроженцы
- Боботов, Сергей Васильевич (1928—2001) — советский и российский правовед.